# Vellositat intestinal
Les vellositats intestinals són projeccions petites i semblants a dits que s'estenen cap a la llum de l'intestí prim. Cada vellositat té una longitud aproximada de 0,5-1,6 mm (en humans) i té molts microvil·lis que sobresurten dels enteròcits (de l'epiteli intestinal) que formen col·lectivament la vora estriada o raspall. Cadascun d'aquests microvil·lis té una longitud d'aproximadament 1 µm, aproximadament 1000 vegades més curta que una sola vellositat. Les vellositats intestinals són molt més petites que qualsevol dels plecs circulars de l'intestí.
La vellositat augmenta la superfície interna de les parets intestinals i proporciona una superfície més gran per a l'absorció. Una àrea d'absorció augmentada és útil perquè els nutrients digerits (inclosos els monosacàrids i els aminoàcids) passen a les vellositats semipermeables mitjançant la difusió, que només és eficaç a distàncies curtes. Dit d'una altra manera, l'augment de la superfície (en contacte amb el fluid del llum) disminueix la distància mitjana recorreguda per les molècules de nutrients, de manera que augmenta l'eficàcia de la difusió. Les vellositats estan connectades als vasos sanguinis, de manera que la sang que circula transporta aquests nutrients.